# Praeaphanostoma foramivora
Praeaphanostoma foramivora är en plattmaskart som beskrevs av Hooge och Tyler 2008. Praeaphanostoma foramivora ingår i släktet Praeaphanostoma och familjen Isodiametridae. Inga underarter finns listade i Catalogue of Life.